# Геннер Генкель
Геннер Генкель (нім. Henner Henkel; 9 жовтня 1915 — 13 січня 1943) — колишній німецький тенісист.
Найвищу одиночну позицію світового рейтингу — 3 місце досяг 1937 року (за даними А. Волліса Маєрса).
Здобув 12 одиночних титулів.
Перемагав на турнірах Великого шолома в одиночному та парному розрядах.
Завершив кар'єру 1943 року.

## Фінали турнірів Великого шолома

### Одиночний розряд (1 перемога)
| Результат | Рік  | Турнір            | Суперник    | Рахунок       |
| --------- | ---- | ----------------- | ----------- | ------------- |
| Перемога  | 1937 | Чемпіонат Франції | Банні Остін | 6–1, 6–4, 6–3 |

### Парний розряд (2–2)
| Результат | Рік  | Турнір               | Партнер            | Суперники                       | Рахунок            |
| --------- | ---- | -------------------- | ------------------ | ------------------------------- | ------------------ |
| Перемога  | 1937 | Чемпіонат Франції    | Готтфрід фон Крамм | Вернон Кербі Норман Фаркухарсон | 6–4, 7–5, 3–6, 6–1 |
| Перемога  | 1937 | Чемпіонат США        | Готтфрід фон Крамм | Дон Бадж Джин Мако              | 6–4, 7–5, 6–4      |
| Поразка   | 1938 | Чемпіонат Австралії  | Готтфрід фон Крамм | Джон Бромвіч Адріан Квіст       | 5–7, 4–6, 0–6      |
| Поразка   | 1938 | Вімблдонський турнір | Ґеорґ фон Метакса  | Дон Бадж Джин Мако              | 4–6, 6–3, 3–6, 6–8 |

### Мікст (1 поразка)
| Результат | Рік  | Турнір               | Партнер         | Суперники           | Рахунок  |
| --------- | ---- | -------------------- | --------------- | ------------------- | -------- |
| Поразка   | 1938 | Вімблдонський турнір | Сара Палфрі-Кук | Еліс Марбл Дон Бадж | 1–6, 4–6 |